# تی‌وای‌آر اسپورت
تی‌وای‌آر اسپورت (انگلیسی: TYR Sport) شرکت تجهیزات ورزشی آمریکایی است، که در سال ۱۹۸۵ توسط استیو فارنیس تأسیس شد.